# 塞爾伍德山
66°54′S 51°30′E / 66.900°S 51.500°E
塞爾伍德山（英語：Mount Selwood）是南極洲的山峰，位於恩德比地，屬於圖拉山脈的一部分，處於畢達哥拉斯峰東北面9公里，該山峰根據澳大利亞探險隊拍攝的空中照片被繪入地圖。